# Negroroncus africanus
Negroroncus africanus är en spindeldjursart som först beskrevs av Vladimir V. Redikorzev 1924.  Negroroncus africanus ingår i släktet Negroroncus och familjen Ideoroncidae. Inga underarter finns listade i Catalogue of Life.